# PowerPC 7xx
A PowerPC 7xx a 32 bites PowerPC mikroprocesszorok harmadik generációs családja; az IBM és a Motorola tervezte és gyártotta (a Motorola félvezetőgyártó részlege 2004-től önálló cégként kezdett működni, Freescale Semiconductor néven, folytatva a processzorok gyártását). Ezt a családot az Apple Inc. PowerPC G3 néven forgalmazta, és 1997. november 10-én mutatta be. A „PowerPC G3” jelentése kissé elmosódott, sokan – hibásan – úgy képzelik, hogy egy mikroprocesszort takar, miközben valójában több, különböző gyártóktól származó mikroprocesszor tartozik ezek közé. Ilyen jelölést kaptak az Apple számítógépek egyes típusai is, mint például a PowerBook G3 és az iBookok, illetve néhány asztali gép, beleértve az iMac G3 sorozatot, a „bézs“ és „kék-fehér“ Power Macintosh G3 modelleket. Az alacsony energiaigény és kis méret a processzorokat ideálissá tette a laptopokban való felhasználásra, és a család utolsó tagjait az Apple iBook (G3) modellekbe szerelték.
A 7xx család tagjait szintén széles körben használták beágyazott eszközökben, így printerekben, routerekben, tárolóeszközökben, űreszközökben és videójáték-konzolokban.
A 7xx családnak megvoltak a maga gyengeségei, például az SMP támogatás és SIMD lehetőségek hiánya és a viszonylag gyenge FPU. A Motorola 74xx processzorsorozat a 7xx folytatása.

## Processzorok

### PowerPC 740/750

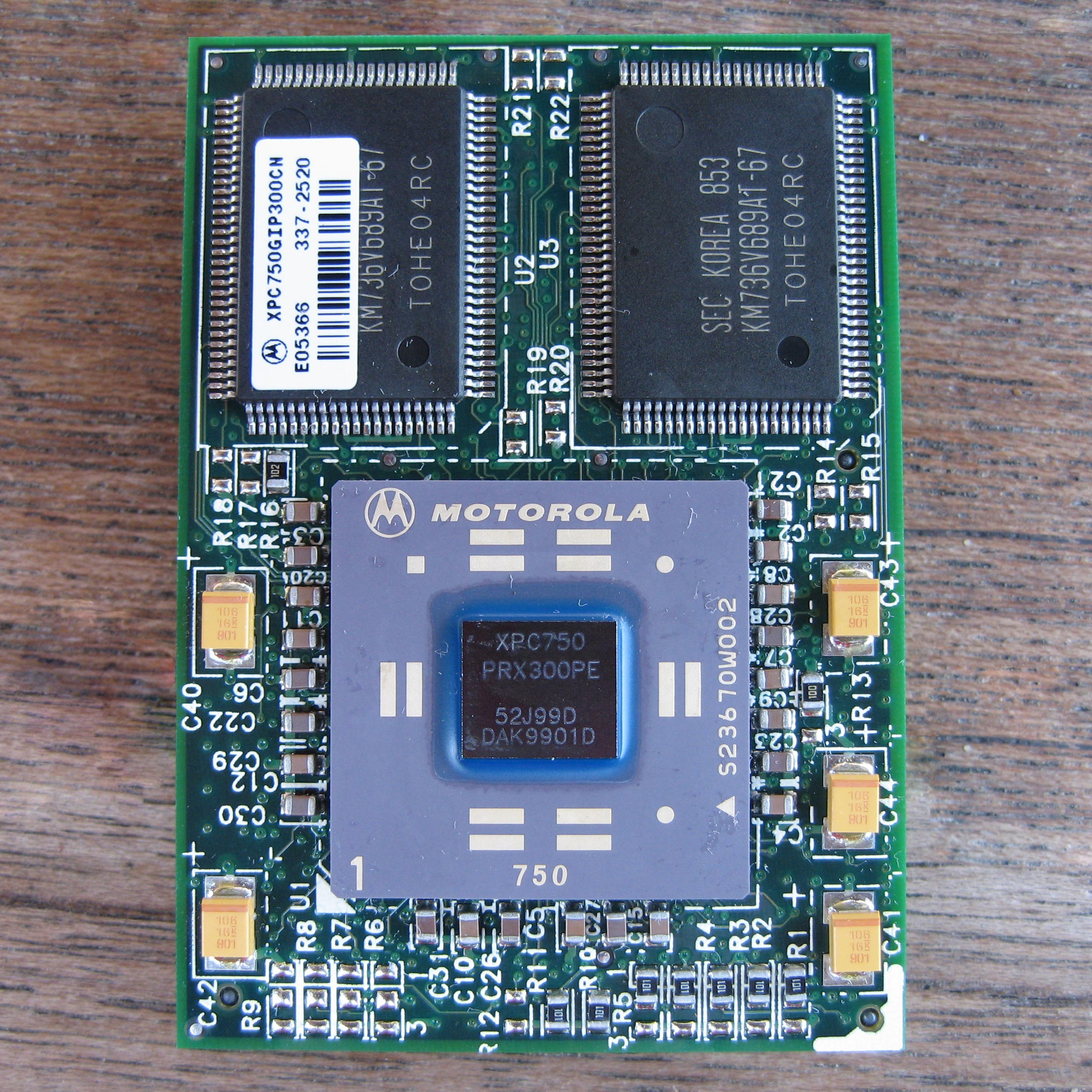
300 MHz-es Motorola PowerPC 750 processzor lapkán kívüli L2 gyorsítótárral, a Power Mac G3 CPU modulján

A PowerPC 740 és 750 (kódnevén Arthur) 1997 végén lett bevezetve, amely a PowerPC 603e processzort váltotta fel. A továbbfejlesztések között található egy gyorsabb (66 MHz-es) 60x rendszersín, nagyobb L1 gyorsítótárak (32 KiB utasítás és 32 KiB adat), egy második fixpontos egység, egy továbbfejlesztett lebegőpontos egység, és a magasabb elérhető magfrekvencia. A 750 egy opcionális 256, 512 vagy 1024 KiB méretű külső egyesített L2 gyorsítótárat támogat. A gyorsítótár-vezérlő és gyorsítótár-címkék a lapkán helyezkednek el. A gyorsítótár elérése egy dedikált 64 bites sínen keresztül történik.
A 740 és 750 dinamikus elágazásbecsléssel rendelkezik, amelyet egy 64 bejegyzéses elágazási célutasítás-gyorsítótár (branch target instruction cache, BTIC) támogat. Az elágazáskezelő rendszer az elágazások kimenetelének eredményét egy 512 bejegyzés × 2 bites elágazástörténet-táblában (BHT) helyezi el. A dinamikus elágazásbecslés ennek a BHT táblának a bejegyzéseit, az elágazások feljegyzett korábbi kimenetelét használja az aktuális elágazás eredményének jóslására. A BTIC az elágazási címen lévő első két utasítást tárolja.
A 740/750 modellek 6,35 millió tranzisztort tartalmaznak; kezdetben ezeket az IBM és a Motorola gyártotta alumínium-alapú gyártási eljárással. A lapka mérete 67 mm² 0,26 µm-es folyamatban, órajele eléri a 366 MHz-et, 7,3 W fogyasztás mellett.
1999-ben az IBM 0,20 µm-es folyamattal és réz fémezéssel készült változatokat kezdett gyártani; ezekben a maximális órajelfrekvencia 500 MHz-re nőtt, a fogyasztás 6 W-ra, a lapkaméret pedig 40 mm²-re csökkent.
A 740-es teljesítménye kicsivel jobb volt, a fogyasztása és a lapkamérete viszont kisebb, mint a Pentium II processzoré. A 750-es lapkán kívüli L2 gyorsítótára közel 30%-kal növeli a teljesítményt a feladatok többségében. A kialakítás igen sikeres volt, fixpontos teljesítménye rövidesen meghaladta a PowerPC 604e-ét, emiatt a 604-es egyik tervezett utódjának fejlesztését meg is szüntették.
Az Apple saját „G3” márkaneve alatt használta a PowerPC 740-et és a 750-et. Mivel a PowerPC 740 teljesen lábkompatibilis a régebbi 603-assal, ez lehetővé tette a PowerBook 1400, 2400 modellek, sőt még a PowerPC 603e processzoros PowerBook 500 egyszerű feljavítását (upgrade). A 750-es 360 tűs ball grid array (BGA) tokozást kapott, mivel a bele épített L2 gyorsítótár-sín több csatlakoztatást igényelt. A G3-at – PowerPC 750 processzort – sok Apple számítógépben használták, például az eredeti iMac-et is ezzel szerelték.

#### RAD750
A RAD750 egy a PowerPC 750-en alapuló sugárzástűrő processzor illetve egykártyás számítógéprendszer. Magas sugárzású környezetekben, például műholdak és más űreszközök fedélzeti számítógépeiként való felhasználásra tervezték. A RAD750 2001-ben jelent meg kereskedelmi termékként. A Mars Science Laboratory és Mars Reconnaissance Orbiter űreszközök fedélzeti számítógépeiben is RAD750-es processzor működik.
A processzor 10,4 millió tranzisztorból áll, a BAE Systems gyártja, 250 vagy 150 nm-es folyamattal; lapkájának felülete 130 mm2, órajele 110-től 200 MHz-ig terjedhet. A CPU 200 000–1 000 000 rad sugárzási szintet képes elviselni, üzemi hőmérséklete −55 és 125 °C között lehet. A RAD750 processzorok ára meghaladhatja a 200 000 amerikai dollárt: a magas ár főleg a PowerPC 750 architektúra sugárzás elleni védelemmel ellátott kiadásainak tervezéséből és gyártásából adódik, és ehhez hozzájárul a minden egyes legyártott processzorcsipet érintő kiterjesztett ellenőrzés.

### PowerPC 745/755
Motorola 1998-ban átdolgozta a 740/750 kialakítást és lekicsinyítette a lapkaméretet 51 mm2-re, egy újabb 0,22 µm-es alumínium alapú gyártási folyamat alkalmazásával. Az elérhető sebesség max. 600 MHz-re növekedett. A 755-öst néhány iBook típusba építették. Ez után a modell után a Motorola úgy döntött, hogy nem fejleszti tovább a 750-es processzorokat, hanem inkább saját PowerPC 7400 processzorai és más magok fejlesztését folytatja.

### PowerPC 750CX
Az IBM tovább folytatta a PowerPC 750 vonal fejlesztését, 2000-ben bemutatta a PowerPC 750CX (kódnevén Sidewinder) processzort. Ennek 256 KiB lapkára épített/integrált L2 gyorsítótára van; ez megnövelte a teljesítményt, míg csökkentette az energiafogyasztást és a bonyolultságot. 400 MHz-en fogyasztása 4 W alatt marad. A 750CX 20 millió tranzisztorból áll, az L2 gyorsítótárat is beleértve. Lapkamérete 43 mm², egy 0,18 µm-es réz vezetős folyamattal készült. A 750CX processzort egyetlen iMac és iBook revízióban alkalmazták.

### PowerPC 750CXe

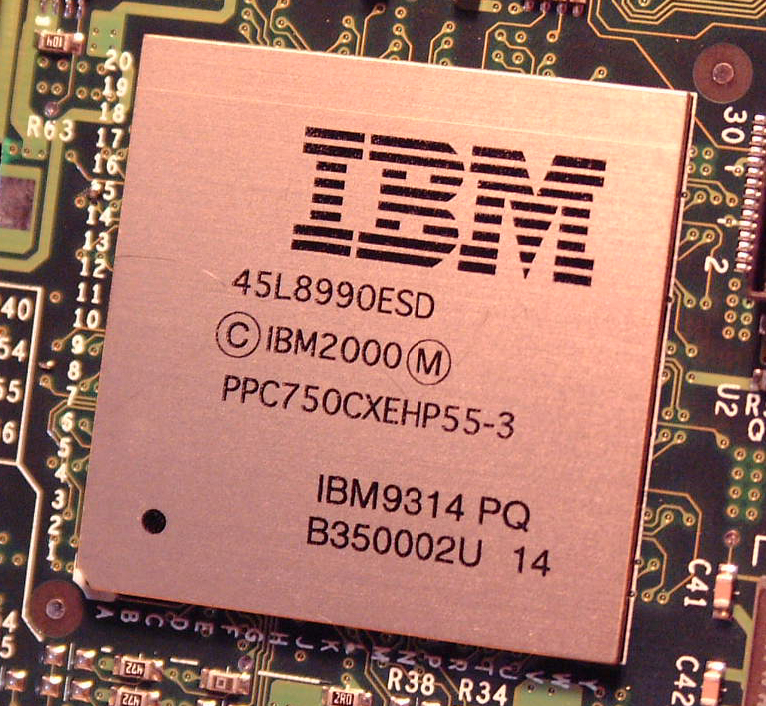
533 MHz-es PowerPC 750CXe nagy teljesítményű Ball Grid Array tokozásban

A 2001-ben bemutatott 750CXe (kódnevén Anaconda) a 750CX egy kisebb módosítása, amelyben az elérhető frekvenciát 700 MHz-re, a memóriasín frekvenciáját 100 MHz-ről 133 MHz-re emelték. A 750CXe-ben javítottak a lebegőpontos teljesítményen is a 750CX-hez képest. Több iBook modellben és az utolsó G3 alapú iMac-ben használták ezt a processzort.
A 750CXe-nek létezett egy alacsonyabb árú változata is, a 750CXr, amely kisebb frekvenciákon működött.

#### Gekko
A Gekko a Nintendo Nintendo GameCube játékkonzol egyedi központi processzora. A PowerPC 750CXe processzoron alapul: utasításkészletében közel 50 új utasítást tartalmaz, egy módosított FPU-val rendelkezik, amely képes bizonyos SIMD funkcionalitásra. 256 KiB lapkára épített L2 gyorsítótára van, a processzor 485 MHz-es, a memóriasín 162 MHz-es órajelen működik, az IBM gyártotta (2007-ig) egy 180 nm-es folyamattal. Lapkájának mérete 43 mm².

### PowerPC 750FX
A 750FX (kódnevén Sahara) 2002-ben jelent meg. Jellemzői a megnövekedett frekvencia: az órajel elérheti a 900 MHz-et, a sín sebessége a 166 MHz-et, és el van látva egy max. 512 KiB lapkára épített/integrált L2 gyorsítótárral. Memória-alrendszerét számos további javítással is ellátták: továbbfejlesztett és gyorsabb (200 MHz-es) 60x sínvezérlőt kapott, az L2 gyorsítótár sínje szélesebb lett, és a rendszer képes az L2 gyorsítótár részeinek lezárására. Gyártása 0,13 µm-es réz alapú low-K dielektrikumos eljárással és szilícium szigetelőn (SoI) technológiával történt. A 750FX 39 millió tranzisztorból áll, lapkájának mérete 35 mm², fogyasztása kevesebb mint 4 W 800 MHz-en, tipikus munkafeladatokban. Ez volt az Apple által (az iBook G3-ban) használt utolsó G3 típusú processzor.
A 750FX alacsony fogyasztású változata is rendelkezésre állt, 750FL néven.
750FX processzor működteti a NASA Orion Multi-Purpose Crew Vehicle űrhajóját. Az Orion a Honeywell International Inc. eredetileg a Boeing 787-es sugárhajtású utasszállító repülőgép számára kifejlesztett fedélzeti számítógépét használja.

### PowerPC 750GX
A 750GX (kódnevén Gobi) processzor 2004-ben volt bemutatva, mint a legutolsó és leghatékonyabb 7xx processzor az IBM-től. Ebben lapkára épített 1 MiB L2 gyorsítótár szerepel, legnagyobb órajel-frekvenciája 1,1 GHz, max. 200 MHz sín-sebességet támogat, és egyéb fejlesztéseket is kapott a 750FX-hez képest. 0,13 µm-es réz fémezésű folyamattal készült, low-K dielektrikum és szilícium szigetelőn (silicon on insulator, SOI) technológia alkalmazásával.
A 750GX 44 millió tranzisztorból áll, lapkamérete 52 mm², fogyasztása kevesebb mint 9 W 1 GHz-en, tipikus terhelés mellett.
Kis fogyasztású verziója is megjelent, 750GL néven.

### PowerPC 750VX
A 750VX (kódnevén Mojave) egy híreszteléseken alapuló, nem megerősített és meg sem jelent típus a 7xx vonalból. Ez lett volna a vonal addigi leghatékonyabb tagja, max. 4 MiB csipen kívüli harmadik szintű gyorsítótárral, 400 Mhz-es DDR előoldali sínnel és a PowerPC 970-ben alkalmazott AltiVec implementációval. A várakozások szerint órajele elérte volna az 1,8 GHz-et (kezdéskor az 1,5 GHz-et), további futószalag-állapotokkal és fejlett energiagazdálkodás jellemzőkkel rendelkezett volna. A hírek szerint elkészült és gyártásra kész állapotban volt 2003 decemberében, de ez az időpont már túl késő volt, hogy jelentős számú megrendelést kapjon, mivel az Apple iBook sorozata átváltott a G4-esekre még ugyanaz év októberében, így ez a processzor gyorsan kikerült a fejlesztési tervből. Soha nem hozták forgalomba és semmi hír nem jelent meg róla azóta.
Voltak tervezett utódai, mint a 750VXe, ami túllépte volna a 2 GHz-es órajelet.

### PowerPC 750CL
A 750CL továbbfejlesztett 750CXe: sebessége 400 MHz és 1 GHz között jár, max. 240 MHz-es rendszersínt támogat, L2 gyorsítótára támogatja az előzetes utasításkód-lehívást, és a grafikát segítő utasításokkal egészítették ki. Mivel a hozzáadott grafikai funkciók közel azonosak a Gekko processzorban találhatókkal, nagyon valószínű, hogy a 750CL ugyanannak a processzornak egy zsugorított (kisebb csíkszélességű folyamatra konvertált) általános célú változata.
A 750CL egy 90 nm réz alapú, low-K dielektrikumot alkalmazó szilícium szigetelőn (SoI) technológiával készült. Tranzisztorszáma 20 millió, lapkamérete 16 mm². Fogyasztása max. 2,7 W 600 MHz-en, 9,8 W 1 GHz-en.

#### Broadway

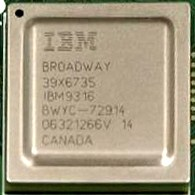
Ez a Broadway processzor a New York-i East Fishkill-ben készült, de az IBM kanadai üzemében tokozták, a fémborító felirata szerint

A Nintendo Wii CPU-ja látszólag azonos a 750CL-lel, ám ez 729 MHz-en fut, a bolti 750CL által nem támogatott frekvencián. Mérete mindössze 4,2 x 4,5 mm (18,9 mm²), a „Gekko” mikroprocesszor méretének (43 mm²) kevesebb mint fele. A GameCube első kiadásában található.

#### Espresso
A Nintendo Wii U konzol CPU-ja a feltételezések szerint a Broadway architektúra valamely továbbfejlesztett változata. A többségében meg nem erősített információk szerint ez egy három magos processzor, 1,24 GHz-en fut és 45 nm-es eljárással készül.

## A jövő
Az IBM újabban nem teszi közzé a 750-es család fejlesztési tervét, amivel az egyedi processzorgyártó képet igyekszik erősíteni. Az IBM erőforrásait tekintve a 750-es magot továbbra is fejleszteni és gyártani fogják, amíg erre kereslet mutatkozik. Az IBM konkrétan nem tervezi a hétköznapi 750-alapú mikroprocesszorok gyártását 90 nm-nél kisebb csíkszélességű technológiával, ezzel gyakorlatilag kivezeti ezt a piacról, amelyben ez a csip hálózati eszközökként még versenyképes lenne. Ugyanakkor az IBM elkészítette az Espresso processzort a Nintendónak, ami egy 750-alapú kialakítás, olyan javításokkal, mint a multiprocesszoros támogatás (az alkatrész hárommagos), új 45 nm gyártási eljárás és eDRAM a szabályos L2 gyorsítótár helyett – ám nem ismert, hogy vannak-e további változtatások a kialakításon.
A Freescale Semiconductor megszüntetett minden a 750-es kialakítással kapcsolatos fejlesztést, saját PowerPC e500 magon alapuló vonalának érdekében (PowerQUICC III).

## Eszközlista
Ez a lista az ismert 750-alapú kialakítások teljes listája. A képek csak illusztrációk és nem méretarányosak.
| Név                                 | kódnév                    | gyártó             | kép | gyártási folyamat       | tranzisztorok                        | lapkaméret | magok | órajel                                            | FSB                             | L2 gyorsítótár                           | fogyasztás                                                  | tok                       | bevezetés           |
| ----------------------------------- | ------------------------- | ------------------ | --- | ----------------------- | ------------------------------------ | ---------- | ----- | ------------------------------------------------- | ------------------------------- | ---------------------------------------- | ----------------------------------------------------------- | ------------------------- | ------------------- |
| PPC750 MPC750                       | Arthur                    | IBM Motorola       |     | 0,25 µm-es Al           | 6,35 millió                          | 67 mm²     | 1     | 233 - 366 MHz                                     | 66 MHz                          | 256 - 1024 kB lapkán kívüli fél sebesség | 7,3W @ 366 MHz                                              | 360 tűs CBGA              | 1997                |
| PPC740 MPC740                       | Arthur                    | IBM Motorola       |     | 0,25 µm-es Al           | 6,35 millió                          | 67 mm²     | 1     | 233 - 366 MHz                                     | 66 MHz                          | nincs L2 gyorsítótár                     | 7,3W @ 366 MHz                                              | 255 tűs CBGA              | 1997                |
| MPC755                              | Doyle                     | Motorola Freescale |     | 0,22 µm-es Al           | 6,75 millió                          | 51 mm²     | 1     | 300 - 400 MHz                                     | 66 MHz                          | 256 - 1024 kB lapkán kívüli fél sebesség | 5,4W @ 400 MHz                                              | 360 tűs PBGA 360 pin CBGA | 1998                |
| MPC745                              | Conan                     | Motorola Freescale |     | 0,22 µm-es Al           | 6,75 millió                          | 51 mm²     | 1     | 300 - 350 MHz                                     | 66 MHz                          | nincs L2 gyorsítótár                     | 5,4W @ 400 MHz                                              | 255 tűs PBGA              | 1998                |
| PPC750L                             | Lonestar                  | IBM                |     | 0,20 µm-es Cu           | 6,35 millió                          | 40 mm²     | 1     | 300 - 533 MHz                                     | 100 MHz                         | 256 - 1024 kB lapkán kívüli fél sebesség | 6W @ 500 MHz                                                | 360 tűs CBGA              | 1999                |
| PPC740L                             | Lonestar                  | IBM                |     | 0,20 µm-es Cu           | 6,35 millió                          | 40 mm²     | 1     | 300 - 533 MHz                                     | 100 MHz                         | nincs L2 gyorsítótár                     | 6W @ 500 MHz                                                | 255 tűs CBGA              | 1999                |
| PPC750CX PPC750CXe PPC750CXr PPCDBK | Sidewinder Anaconda Gekko | IBM                |     | 0,18 µm-es Cu           | 20 millió (L2 gyorsítótárral együtt) | 42,7 mm²   | 1     | 350 - 600 MHz 366 - 700 MHz 300 - 533 MHz 486 MHz | 100 MHz 133 MHz 133 MHz 162 MHz | 256 kB                                   | 4,2W @ 400 MHz 6 W @ 600 MHz 7,8 W @ 533 MHz 4,9W @ 486 MHz | 256 tűs PBGA              | 2000 2001 2003 2001 |
| RAD750                              |                           | BAE Systems        |     | 0,25 µm-es - 0,15 µm-es | 10,4 millió                          | 130 mm²    | 1     | 110 - 200 MHz                                     | 66 MHz                          | 0 - 1024 kB lapkán kívüli                | 5 W @ 133 MHz                                               | 360 tűs CBGA sugárzástűrő | 2001                |
| PPC750FX PPC750FL                   | Sahara                    | IBM                |     | 0,13 µm-es SOI          | 38 millió (L2 gyorsítótárral együtt) | 34,3 mm²   | 1     | 600 - 900 MHz 600 - 733 MHz                       | 166 MHz                         | 512 kB                                   | 5,4 W @ 800 MHz 5,1 W @ 733 MHz                             | 292 tűs CBGA              | 2002 2007           |
| PPC750GX PPC750GL                   | Gobi                      | IBM                |     | 0,13 µm-es SOI          | 74 millió (L2 gyorsítótárral együtt) | 52,5 mm²   | 1     | 733 - 1000 MHz 800 - 933 MHz                      | 200 MHz                         | 1024 kB                                  | 8,3 W @ 1000 MHz 6,5 W@ 933 MHz                             | 292 tűs CBGA              | 2003 2005           |
| PPC750CL Broadway                   |                           | IBM                |     | 90 nm SOI               | 20 millió (L2 gyorsítótárral együtt) | 15,9 mm²   | 1     | 400 - 1000 MHz 729 MHz                            | 240 MHz 243 MHz                 | 256 kB                                   | 10,5 W (max) @ 1 GHz 3,9 W @ 729 MHz                        | 278 tűs PBGA              | 2006                |
| Espresso                            |                           | IBM                |     | 45 nm SOI               | 60 millió (?)                        | 27,7 mm²   | 3     | 1243 MHz 1243 MHz 1243 MHz                        | ?                               | 512 kB 2048 kB 512 kB                    | ?                                                           | PBGA MCM                  | 2012                |

## Fordítás
Ez a szócikk részben vagy egészben  a   PowerPC 7xx című angol Wikipédia-szócikk ezen változatának fordításán alapul.  Az eredeti cikk szerkesztőit annak laptörténete sorolja fel. Ez a jelzés csupán a megfogalmazás eredetét és a szerzői jogokat jelzi, nem szolgál a cikkben szereplő információk forrásmegjelöléseként.